# Карабулацький сільський округ (Кегенський район)
Карабула́цький сільський округ (каз. Қарабұлақ ауылдық округі, рос. Карабулакский сельский округ) — адміністративна одиниця у складі Кегенського району Алматинської області Казахстану. Адміністративний центр — село Акай Нусіпбекова.
Населення — 2062 особи (2021; 3188 у 2009, 2764 у 1999, 3056 у 1989).
Станом на 1989 рік існувала Карабулацька сільська рада (села Карабулак, Малий Жаланаш).

## Склад
До складу округу входять такі населені пункти:
| Населений пункт        | Населення, осіб (1989) | Населення, осіб (1999) | Населення, осіб (2009) | Населення, осіб (2021) |
| ---------------------- | ---------------------- | ---------------------- | ---------------------- | ---------------------- |
| Карабулак, село        | 2223                   | 2030                   | 2288                   | 552                    |
| Акай Нусіпбекова, село | 833                    | 734                    | 900                    | 1510                   |